# Prospalta emilacta
Prospalta emilacta là một loài bướm đêm trong họ Noctuidae.